# Andreas Steinhöfel

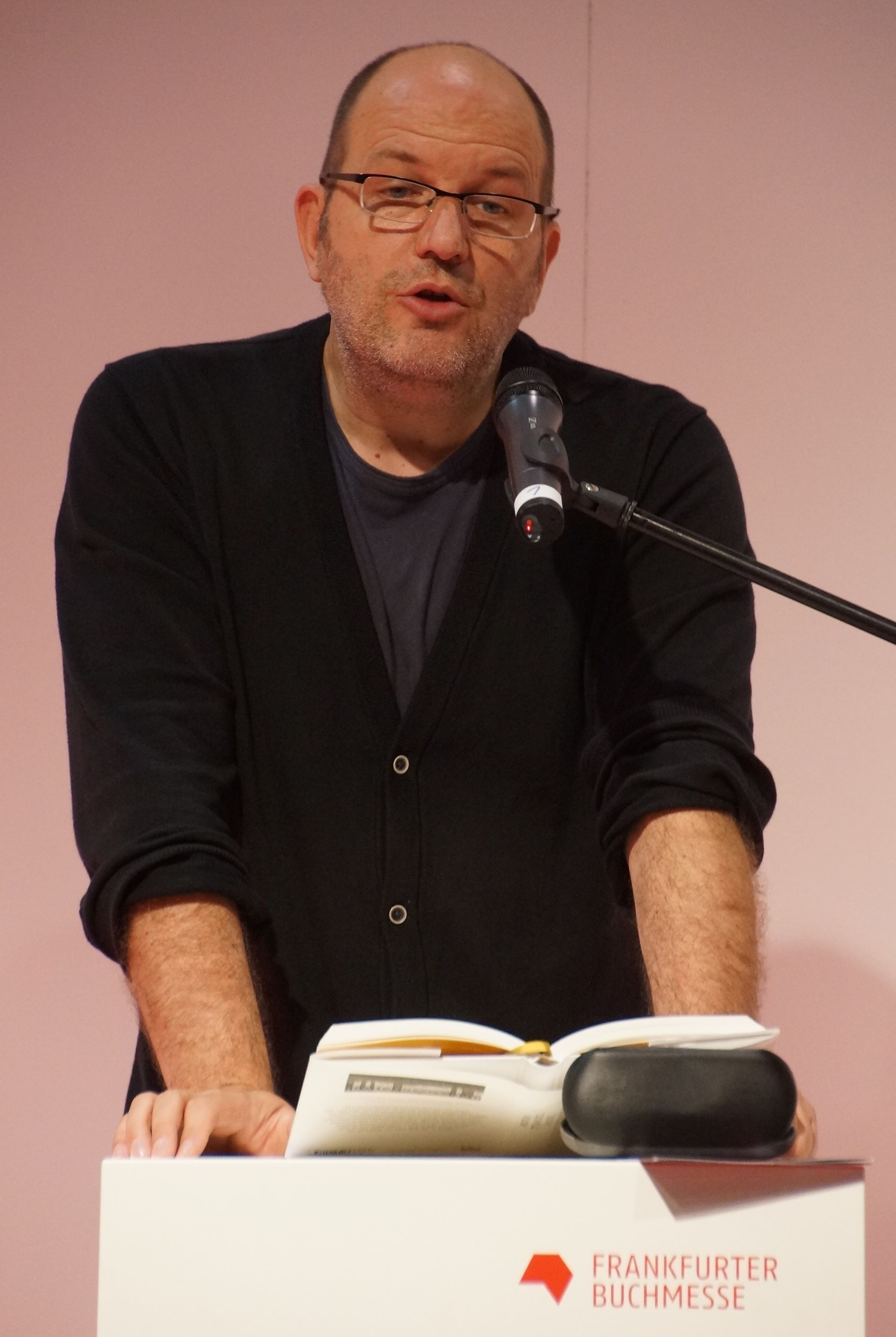
Andreas Steinhöfel liest aus seinem Buch Anders auf der Frankfurter Buchmesse 2014

Andreas Steinhöfel (* 14. Januar 1962 in Battenberg/Eder) ist ein deutscher Schriftsteller. Er schreibt Kinder- und Jugendbücher, Drehbücher und ist als Übersetzer tätig. Zu seinen bekanntesten Werken gehört die Reihe Rico und Oskar.

## Leben
Andreas Steinhöfel wuchs mit zwei Brüdern in der mittelhessischen Kleinstadt Biedenkopf auf. Stark geprägt wurde er in seiner frühen Kindheit dadurch, dass seine Mutter ihm Grimms Märchen vorlas. Das Abitur machte er an der Lahntalschule in Biedenkopf. Er begann zunächst Biologie und Englisch auf Lehramt zu studieren, entschied sich dann aber nach einem langen Schulpraktikum für ein Magister-Studium der Anglistik, Amerikanistik und Medienwissenschaften an der Universität Marburg. Er war fünf Jahre lang Mitglied der English Drama Group des Fachbereichs Anglistik. Nach Abschluss des Studiums erschien 1991 sein erstes Kinderbuch Dirk und ich.
Andreas Steinhöfel war der Lebensgefährte von Gianni Vitiello, bis zu dessen Tod im Jahre 2009.
Nachdem er zwanzig Jahre in Berlin wohnhaft gewesen war, lebt und arbeitet er nun wieder in Biedenkopf.
Als Preisträger des Alice Salomon Poetik Preises im Jahr 2013 hatte er einen damit verbundenen Lehrauftrag der Berliner Alice Salomon Fachhochschule. Als „Poet in Residence“ hielt er im Wintersemester 2014/2015 an der Universität Bielefeld eine Reihe von Vorlesungen. Seit November 2016 ist Steinhöfel Mitglied der Deutschen Akademie für Sprache und Dichtung.

## Wirken
Zu seinen bekanntesten Büchern zählt Paul Vier und die Schröders (1992), das mittlerweile zur Standardlektüre in deutschen Schulen zählt. Die Verfilmung des Buches gewann 1995 den Deutschen Kinderfilmpreis. Bei Jugendlichen ist vor allem sein Roman Die Mitte der Welt beliebt, der unter anderem für den Deutschen Jugendliteraturpreis 1999 nominiert war, ebenso wie die Quasifortsetzung Defender – Geschichten aus der Mitte der Welt.
Zu seinen Übersetzungen gehören neben Büchern von Jerry Spinelli, Roddy Doyle, Lois Lowry, Paul Shipton und Kate Walker auch die Neuübersetzungen der beiden bekanntesten Werke von Susan E. Hinton, Die Outsider und Rumble Fish.
Als Drehbuchautor schrieb Andreas Steinhöfel u. a. etwa 40 Folgen des Käpt’n Blaubär Club (1993/1994 für WDR/ARD) und fünf Folgen der Kinderserie Urmel aus dem Eis (1994 für WDR/ARD), mehrere Folgen der TV-Kinderserie Löwenzahn (2008–2010 für das ZDF) und der TV-Musik-Serie Abenteuer Klassik! (2007 für den WDR). Außerdem schrieb er gemeinsam mit Klaus Döring das Drehbuch zur 2017 gestarteten KiKA-Serie Dschermeni sowie 2021 zur ZDF/KiKa-Serie Völlig meschugge?!.
Im Jahr 2009 wurde er für sein Buch Rico, Oskar und die Tieferschatten mit dem Deutschen Jugendliteraturpreis in der Kategorie Kinderbuch ausgezeichnet. Die gleichnamige Verfilmung startete am 10. Juli 2014 in den deutschen Kinos. Auch die Fortsetzungen Rico, Oskar und das Herzgebreche und Rico, Oskar und der Diebstahlstein wurden verfilmt.
Über die Figur „Rico“ sagte Steinhöfel:

„Ich wollte immer eine Figur erschaffen, die ganz vielen Kindern aus der Seele spricht. „Rico“ ist der beste Wurf, der mir bisher geglückt ist. Ich dachte, das wird so ein Förderzentrumskinderbuch, aber ich kriege Lawinen von Post aus allen Schulformen, und jedes Mal steht da drin: Endlich fühlt und denkt mal einer so wie ich. Rico darf Fehler machen, Rico tappst von einem Fettnapf in den nächsten und springt auch noch darin rum. Der muss nicht perfekt sein. Kürzlich hatte ich eine Lesung, da habe ich den Schülern gesagt: Lasst euch nicht sagen, eure Intelligenz oder euer menschliches Dasein sei in Noten messbar. Und die von euch, die jetzt mit ihren Fünfen und Sechsen im tiefen Tal der Tränen sind, glaubt mir: Ihr könnt von anderen als Verlierer klassifiziert werden, aber das Einzige, was ihr nicht machen dürft, ist, nicht mehr an euch selbst zu glauben.“

## Werke

### Bücher
- Dirk und ich. Carlsen, Hamburg 1991.
  - als Hörbuch: Silberfisch, Hamburg 2009, ISBN 978-3-86742-043-3.
- Paul Vier und die Schröders. Carlsen, Hamburg 1992.
  - als Hörbuch: Silberfisch, Hamburg 2011, ISBN 978-3-86742-078-5.
- Trügerische Stille (alter Titel: Glatte Fläche). Carlsen, Hamburg 1993.
- Glitzerkatze und Stinkmaus. Carlsen, Hamburg 1994.
  - als Hörbuch: Silberfisch, Hamburg 2014, ISBN 978-3-86742-171-3.
- Beschützer der Diebe. Carlsen, Hamburg 1994.
  - als Hörbuch: Silberfisch, Hamburg 2008. ISBN 978-3-86742-010-5.
- Es ist ein Elch entsprungen. Carlsen, Hamburg 1995.
  - als Hörbuch: Silberfisch, Hamburg 2008, ISBN 978-3-86742-003-7.
- 1:0 für Sven und Renan. dtv, München 1995.
- O Patria Mia. Carlsen, Hamburg 1996.
- Herr Purps, die Klassenmaus. ars edition, München 1996.
- Die Honigkuckuckskinder. dtv, München 1996.
- Die Mitte der Welt. Carlsen, Hamburg 1998.
  - verfilmt 2016 als Die Mitte der Welt.
  - als Hörbuch: Silberfisch, Hamburg 2007, ISBN 978-3-86742-807-1.
- David Tage, Mona Nächte (gemeinsam mit Anja Tuckermann). Carlsen, Hamburg 1999.
- Wo bist du nur? Carlsen, Hamburg 2000.
- Defender – Geschichten aus der Mitte der Welt. Kurzgeschichtensammlung. Carlsen, Hamburg 2001.
- Der mechanische Prinz. Carlsen, Hamburg 2003.
  - als Hörbuch: Silberfisch, Hamburg 2008, ISBN 978-3-86742-817-0.
- Froschmaul (Kurzgeschichtensammlung. Carlsen, Hamburg 2006).
  - als Hörbuch: Silberfisch, Hamburg 2015. ISBN 978-3-86742-196-6.
- Rico, Oskar und die Tieferschatten Carlsen, Hamburg 2008. ISBN 978-3-551-31029-3.
  - verfilmt 2013 als Rico, Oskar und die Tieferschatten.
  - als Hörbuch: Silberfisch, Hamburg 2008, ISBN 978-3-86742-021-1.
  - Bingo! Rico, Oskar und die Tieferschatten – Das Musical, Songtexte: Sebastian Horn, Musik: Bananafishbones, Buch mit CD, ISBN 978-3-551-27110-5.
- Rico, Oskar und das Herzgebreche. Carlsen, Hamburg 2009 ISBN 978-3-551-55459-8.
  - verfilmt 2014 als Rico, Oskar und das Herzgebreche.
  - als Hörbuch: Silberfisch, Hamburg 2011, ISBN 978-3-86742-082-2.
- Rico, Oskar und der Diebstahlstein, Carlsen, Hamburg 2011 ISBN 978-3-551-55572-4.
  - verfilmt 2016 als Rico, Oskar und der Diebstahlstein.
  - als Hörbuch: Silberfisch, Hamburg 2011, ISBN 978-3-86742-069-3.
- Glücksstadt. Aladin Verlag, Hamburg 2013.
- Anders, Königskinder Verlag, Hamburg 2014, ISBN 978-3-551-56006-3.
  - als Hörbuch: Silberfisch, Hamburg 2014. ISBN 978-3-86742-180-5.
- Wenn mein Mond deine Sonne wäre. (Buch mit CD, mit Bildern von Nele Palmtag). Carlsen, Hamburg 2015. ISBN 978-3-551-27136-5.
- Rico, Oskar und das Vomhimmelhoch, Carlsen, Hamburg 2017 ISBN 978-3-551-55665-3.
  - als Hörbuch: Silberfisch, Hamburg 2017, ISBN 978-3-8674-2362-5.
- Rico, Oskar und das Mistverständnis, Carlsen, Hamburg 2020 ISBN 978-3-551-55783-4.
  - als Hörbuch: Silberfisch, Hamburg 2020, ISBN 978-3-7456-0217-3.
- Völlig meschugge ?!, Carlsen, Hamburg 2022, ISBN 978-3-551-79609-7.[8]

### Übersetzungen
- Henning Rosenkranz (Carlsen Verlag 1990)
- Margrit Cruickshank: S.K.U.N.K. or The Ozone Conspiracy

S.K.U.N.K. Die Ozonloch-Verschwörung (Carlsen Verlag, Hamburg 1993)
- Earvin Johnson: What You Can Do to Avoid AIDS

AIDS – Was du tun musst, damit du es nicht kriegst, wenn du es tust (Carlsen, Hamburg 1993)
- Nigel Hinton: The Finders

Hände weg vom Spukpaket (dtv, München 1994)
- Ken Roberts: Hiccup Champion of the World

Paul Schluckauf (Eichborn Verlag, Frankfurt a. M. 1994)
- Kate Walker: Peter

Peter (dtv, München 1995)
- Jason E. Squire (ed.) The Movie Business Book

Movie Business Book (mit anderen Übersetzern; Könemann Verlagsgesellschaft, Köln 1995)
- Michael Jordan: RareAir

RareAir (Carlsen Verlag, Hamburg 1996)
- Lois Lowry: Number the Stars

Wer zählt die Sterne (Fischer Taschenbuch Verlag 1996)
- Mayo Simons: Dead Meat!

Alles klar, Danny Thompson? (dtv, München 1997)
- Sid Fleischman: The 13th Floor – A Ghost Story

Das Geheimnis im 13. Stock (Carlsen Verlag, Hamburg 1997)
- Paul Shipton: Bug Muldoon

Die Wanze (Fischer Taschenbuch Verlag, Frankfurt a. M. 1997)
- Belinda Downes: Every Little Angel's Handbook

Was machen die Engel im Himmel? (Arena Verlag, Würzburg 1997)
- Harry Horse: The Last Polar Bears

Post aus dem Land der weißen Bären (Arena Verlag, Würzburg 1997)
- Kate Walker: Changes and Other Stories

Bingo: Heute passiert's! (dtv, München 1998; ebd. 2002 unter neuem Titel: Als Mum die Tankstelle überfiel)
- James Heneghan: Wish Me Luck

Wish Me Luck (Cecilie Dressler Verlag, Hamburg 1998)
- Jerry Spinelli: Wringer

Taubenjagd (Cecilie Dressler Verlag, Hamburg 1998)
- Paul Shipton: The Mighty Skink

Drei auf der Flucht (Fischer Taschenbuch Verlag, Frankfurt a. M. 1999)
- Lois Lowry: Stay – Keeper's Diary

Oscar – Ein Hund beißt sich durch (Loewe Verlag, Bindlach 1999)
- S. E. Hinton: Rumble Fish

Rumble Fish (Arena Verlag, Würzburg 1999)
- Jerry Spinelli: Maniac Magee

East End, West End und dazwischen Maniac Magee (Cecilie Dressler Verlag, Hamburg 2000)
- S. E. Hinton: The Outsiders

Die Outsider (dtv, München 2001)
- Kimberley W. Holt: When Zachary Beaver Came to Town

Sommerblues (Altberliner Verlag, Berlin/München 2001)
- Roddy Doyle: The Giggler Treatment

Das große Giggler Geheimnis (Random House, München 2001)
- Roddy Doyle: Rover Saves Christmas

Rover rettet Weihnachten (Random House, München 2002)
- Jerry Spinelli: Stargirl

Stargirl (Cecilie Dressler Verlag, Hamburg 2002)
- Jerry Spinelli: Crash

Crash – Das Leben ist Football (Cecilie Dressler Verlag, Hamburg 2003)
- Jerry Spinelli: Loser

Der Held aus der letzten Reihe (Cecilie Dressler Verlag, Hamburg 2004)
- Melvyn Burgess: Doing It

Doing It. Carlsen, Hamburg 2004
- Chris Wormell: Two Frogs

Zwei Frösche, ein Stock und ein Hund ... (Patmos Verlag, Düsseldorf 2005)
- Roddy Doyle: The Meanwhile Stories

Mister Macks Missgeschicke (Random House, München 2005)
- Jerry Spinelli: Milkweed

Asche fällt wie Schnee. Dressler, Hamburg 2006
- Barbara Robinson: The (Worst) Best Halloween Ever

Achtung, die Herdmanns sind zurück. Oetinger Verlag, Hamburg 2008
- Vladimir Radunsky: Where the Giant Sleeps

Wo der Riese schläft. Carlsen, Hamburg 2009
- Jerry Spinelli: Love, Stargirl

Lieber Leo – Dein Stargirl. Dressler Verlag, Hamburg 2009
- David Levithan: Das Wörterbuch der Liebenden. Graf, Hamburg 2010, ISBN 978-3-86220-004-7
  - auch als Hörbuch ungekürzt vom Übersetzer gelesen: Hörbuch Hamburg, Hamburg 2010
- Neil Gaiman: Odd and the Frost Giants

Der lächelnde Odd und die Reise nach Asgard. Würzburg: Arena 2010
- Roddy Doyle: Wilderness

Wildnis (cbj, München 2010)
- P. B. Shelley: The Cloud

P. B. Shelleys Die Wolke, Illustrationen von Dirk Steinhöfel. Oetinger, Hamburg 2011. ISBN 978-3-7891-7147-5.
- Chris Wormell: One Smart Fish

Ein kluger Fisch. Moritz, Frankfurt am Main, 2011
- Roddy Doyle: A Greyhound of a Girl

Mary, Tansey und die Reise in die Nacht. cbj, München 2012.
- Ursula Dubosarsky: The First Book of Samuel

Der kürzeste Tag des Jahres (Verlag Carl Ueberreuter, Berlin 2013)
- Mark und Rowan Sommerset: Two Little Bugs

Alles gut, Kleiner!. Carlsen, Hamburg 2013

### Drehbücher und Verfilmungen
Verfilmungen
- 1995: Paul IV. – Regie: Cornelia Grünberg (von Paul Vier und die Schröders)
- 2005: Es ist ein Elch entsprungen – Regie: Ben Verbong (von Es ist ein Elch entsprungen)
- 2011: Gekidnapped – Regie: Sarah Winkenstette (Kurzfilm, nach einer Kurzgeschichte)
- 2013: Mitten in der Winternacht (Midden in De Winternacht) – Regie: Lourens Blok (von Es ist ein Elch entsprungen)
- 2014: Rico, Oskar und die Tieferschatten – Regie: Neele Vollmar (von Rico, Oskar und die Tieferschatten)
- 2015: Rico, Oskar und das Herzgebreche – Regie: Wolfgang Groos (von Rico, Oskar und das Herzgebreche)
- 2016: Rico, Oskar und der Diebstahlstein – Regie: Neele Vollmar (von Rico, Oskar und der Diebstahlstein)
- 2016: Die Mitte der Welt – Regie: Jakob M. Erwa (von Die Mitte der Welt)

Drehbuch
- 2002: Merle (Kurzfilm, auch Erzähler)
- 2005: Es ist ein Elch entsprungen – Regie: Ben Verbong
- 2008–2010: Löwenzahn (Fernsehserie, fünf Folgen)
- 2017: Dschermeni (Fernsehserie, sechs Folgen)
- 2022: Völlig meschugge?! (Fernsehserie, sechs Folgen)

## Auszeichnungen
- dreifache Nominierung für den deutschen Jugendliteraturpreis (1999, 2002, 2009)
- zweifacher Erich-Kästner-Stipendiat der Stiftung Preußische Seehandlung, Berlin
- IBBY Honor List (als Autor und Übersetzer) 1999, 2002, 2009
- Buxtehuder Bulle 1999 (für Die Mitte der Welt)
- Hans-im-Glück-Preis der Stadt Limburg 2000 (für David Tage, Mona Nächte)
- Preis der Jury der Jungen Leser (Wien) 2000 (für Die Mitte der Welt)
- Bronzener Lufti 2003 für Der mechanische Prinz
- Deutscher Jugendliteraturpreis 2005 (für Die Kurzhosengang)
- Corine 2008 (für Rico, Oskar und die Tieferschatten)
- HR-Kinder- und Jugendhörbuch des Jahres 2008 (für Rico, Oskar und die Tieferschatten)
- Erich-Kästner-Preis für Literatur 2009 (für sein Gesamtwerk)[9]
- Katholischer Kinder- und Jugendbuchpreis 2009 (für Rico, Oskar und die Tieferschatten)
- Auszeichnung 'Lesekünstler 2009' durch den Sortimenterausschuss des Börsenvereins Deutscher Buchhandel
- 2009: Deutscher Jugendliteraturpreis (für Rico, Oskar und die Tieferschatten)
- 2013: Sonderpreis Deutscher Jugendliteraturpreis für das Gesamtwerk als Autor
- 2013: Alice Salomon Poetik Preis
- 2014: Wildweibchenpreis
- 2015: Kinder- und Jugendbuchpreis Silberne Feder des Deutschen Ärztinnenbundes für sein Kinderbuch Anders
- 2017: James Krüss Preis für internationale Kinder- und Jugendliteratur
- 2020: Luchs des Jahres für Rico, Oskar und das Mistverständnis[10]
- 2023: Werner-Bergengruen-Preis
- 2023: Bundesverdienstkreuz am Bande[11]

## Ehrungen
Im Oktober 2022 wurde eine Grundschule im württembergischen Dornstetten nach Steinhöfel benannt.